# Acaena sericea
Acaena sericea es una especie de planta del género Acaena, perteneciente a la familia Rosaceae.

## Taxonomía
Acaena sericea fue descrita por J. Jacq. en 1813.

## Distribución
Se encuentra en el territorio sur de Argentina y en el centro y sur de Chile.